# Заклинательница змей (картина)
«Заклинательница змей» (фр. La charmeuse de Serpents) — картина французского художника-примитивиста Анри Руссо, написанная в 1907 году. Это была первая работа художника, экспонировавшаяся в Лувре.

## Описание
Центр картины — фигура черноволосой женщины, заклинательницы змей, напоминающей изображение древнего мистического божества, — подобна Еве в раю. Черные змеи, завороженные волшебными звуками её дудочки, выползают отовсюду, причем если с первого взгляда на картину они едва заметны, то, если начать присматриваться их оказывается все больше и больше. Их движение на картине ощущается почти физически. Единственное светлое пятно на картине — это глаза заклинательницы, обладающие огромной притягательной силой. Река, освещенная полной луной, густая завеса зеленых растений, экзотическая розовая птица, сияющие ярко-желтые цветы — вся эта сцена излучает покой и умиротворение.
Фантастический мир, на который указывает Заклинательница змей, предвещает сюрреализм.

## История
Картину заказала Эли Делоне, мать художника Робера Делоне, известная своей любовью к путешествиям. Видимо её рассказы о поездке в Индию вдохновили Руссо на создание полотна, выдержанного в тонах сочной зелени, характерной для экзотических джунглей. Хотя для авангардистов точная информация несущественна. Что имеет значение, так это видимая на картине Руссо оторванность от окружающего мира, и благодаря образам на этой картине он прокладывал дорогу для творческого эксперимента. Картина была впервые выставлена в 1907 году на Осеннем Салоне и хоть и прошла незамеченной прессой, но молодые авангардные художники быстро оценили её по достоинству.
В 1922 году Робер Делоне продал картину Жаку Дусе за 50 тысяч франков. «Заклинательница змей» висела на видном месте в студии коллекционера. Дусе завещал картину государству, и с 1936 года она экспонировалась в Лувре. В 1978 году картина была передана в Музей современного искусства, а в 1985 в музей Орсе.

## Параллели
Картина «Неприятный сюрприз» близка к «Заклинательнице змей». Здесь изображена женщина, напуганная медведем — все те же округлые бёдра и ниспадающие до колен волосы Евы, та же яркая листва причудливых деревьев, густые леса на противоположном берегу озера.

## В культуре
Стихотворение Сильвии Плат 1957 года «Заклинатель змей» и композиция Уилларда Эллиота 1975 года «Заклинатель змей» для альтовой флейты с оркестром были вдохновлены картиной Руссо.

Картина вдохновила австралийского художника Бретта-Ливингстона Стронга на создание картины «Посвящение Анри Руссо», которая узнаваема как обложка альбома Fleetwood Mac 1987 года «Tango in the Night». Картина также использовалась в качестве обложки для романа «Меррик» Энн Райс, «Опасная идея Дарвина» Дэниела Деннета, «Истоки современного разума» Мерлина Дональда и «Гая» Джеймса Лавлока.

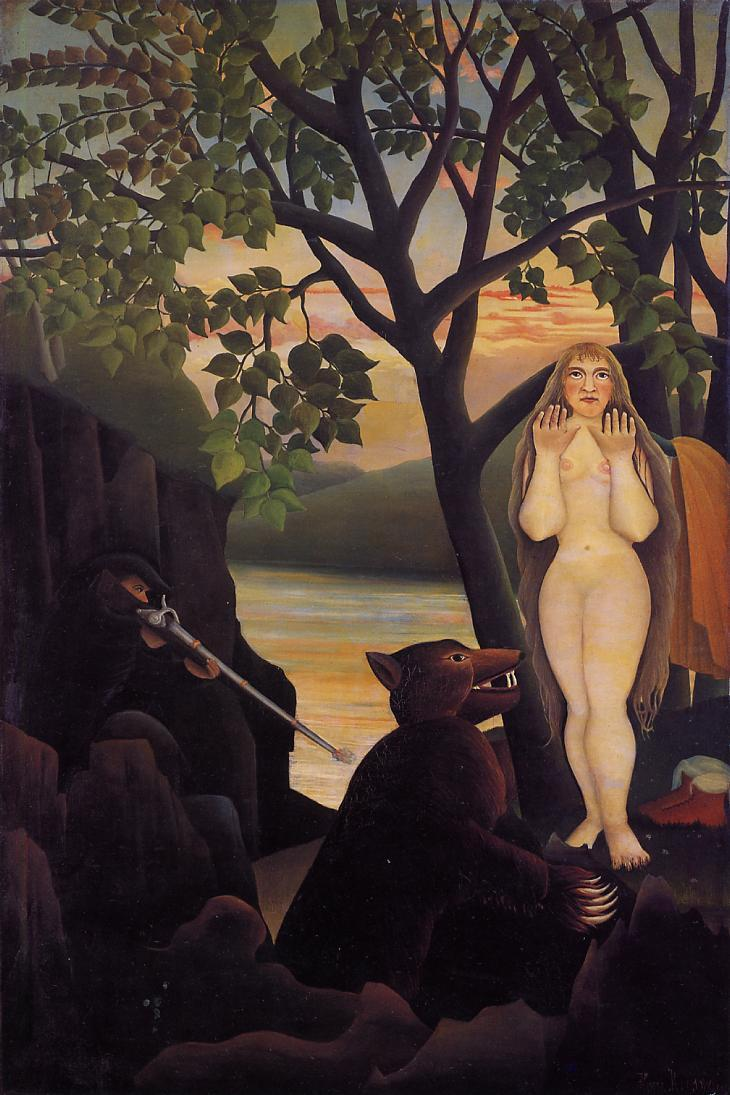
Неприятный сюрприз, 1901

## Экспозиции[3]
- Осенний салон, Париж, Франция, 1907
- Salon de la Société des artistes indépendants, Париж, Франция, 1911
- Erster Deutscher Herbstsalon , Берлин, Германия, 1913
- Exposition de la peinture française de Manet à nos jours, Prague, Tchèque, République, 1937
- [sans titre], Париж, Франция, 1937
- Les Peintres populaires de la Réalité, Цюрих, Швейцария, 1937
- Cent chefs-d'oeuvre des peintres de l'Ecole de Paris, Париж, Франция, 1946
- 15 paintings by french masters of the nineteenth century lent by the Louvre and the museums of Albi and Lyon, Нью-Йорк, США, 1955
- Paris 09-29: fastes et décors de la vie parisienne de 1909 à 1929, Париж, Франция, 1957
- Henri Rousseau, Париж, Франция, 1960
- Les sources du XXème siècle - les arts en Europe de 1884 à 1914, Париж, Франция, 1960
- Le Bateau Lavoir, Париж, Франция, 1975
- Exposition inaugurale, Париж, Франция, 1977
- Paris-Berlin: rapports et contrastes France-Allemagne, 1900-1933, art, architecture, graphisme, objets industriels, littérature, théâtre, cinéma, musique, Париж, Франция, 1978
- Le Douanier Rousseau, Париж, Франция, 1984
- Le Douanier Rousseau, Нью-Йорк, США, 1985
- Les nymphéas avant et après, Париж, Франция, 1992
- Henri Rousseau: Jungles in Paris, Лондон, Великобритания, 2005
- Jungles à paris, les peintures de Henri Rousseau, Париж, Франция, 2006
- Henri Rousseau: Jungles in Paris, Вашингтон, США, 2006
- D'un regard l'autre. Histoire des regards européens sur les arts d'Afrique, d'Amérique et d'Océanie, Париж, Франция, 2006
- Walt Disneys wunderbare Welt und ihre Wurzeln in der europäischen Kunst, Munich, Allemagne, 2008
- Walt Disneys wunderbare Welt und ihre Wurzeln in der europäischen Kunst, Helsinki, Finlande, 2009
- Lagrimas de Eros, Мадрид, Испания, 2009
- Henri Rousseau, Bâle, Suisse, 2010
- Post-impressionnisme - 115 chefs-d'oeuvre de la collection du musée d'Orsay, Tokyo, Japon, 2010
- Van Gogh, Gauguin, Cézanne, and beyond: Post-impressionist masterpieces from the Musée d'Orsay, Сан-Франциско, США, 2010